# Tauern Autobahn
De Tauern Autobahn (A10) is een autosnelweg in Oostenrijk. De weg begint bij de A1 ter hoogte van knooppunt Salzburg en gaat via het Tauerngebergte naar de A2 bij knooppunt Villach. Deze weg heeft een lengte van 192 km, waarvan 24 km door 12 tunnels. De bekendste tunnels zijn de Tauerntunnel en de Katschbergtunnel. Deze autosnelweg is een veel gebruikte noord-zuidroute voor verkeer in Centraal-Europa.

## Tol
Voor deze autosnelweg is een tolvignet verplicht, met uitzondering van het weggedeelte tussen de afslagen Flachauwinkel en Rennweg. Op dit weggedeelte, waarin de Tauerntunnel en de Katschbergtunnel zijn opgenomen, wordt direct tol geheven bij tolstations. Per 2023 bedraagt het tolbedrag voor het gebruik van de Tauerntunnel en de Katschbergtunnel €13,50. Vanaf 1 januari 2022 is het ook mogelijk het tolvignet en de tol voor de tunnels digitaal te betalen. Voor de wegentol is er een wachttijd van 18 dagen omwille van het herroepingsrecht. Dit kan omzeild worden door bij de bestelling te kiezen voor "Ik ben ondernemer". Voor de tol voor de tunnels geldt dit herroepingsrecht niet.

## Omleidingswegen Tauerntunnel
Een omleidingsweg voor de Tauerntunnel gaat vanaf Eben in Pongau naar Radstadt en over de Radstädter Tauernpas en Katschberg (B88). Deze weg is bergachtig en er kan filevorming en vertraging optreden. Bovendien is deze route niet geschikt voor auto's met een aanhangwagen.
Een ander alternatief is de autotrein Böckstein-Mallnitz. Om hier te komen, verlaat men de A10 in Bischofshofen en gaat men via Sankt Johann naar Lend (B311) en via het Gasteinertal (B167) tot Bockstein. Deze autotrein kan zwerfwagens, auto's met caravan, bussen en vrachtwagens niet vervoeren. Tevens mogen auto's uitgerust met LPG-Tank geen gebruik maken van deze trein.
Het laatste alternatief is om over de Felbertauernstraße (B108) te rijden. Men moet op de Duitse A8 bij Rosenheim afbuigen in de richting van Innsbruck. Bij Kufstein moet men de Inntal Autobahn (A12) verlaten en binnendoor over de B173, B178 en de B161 om bij de Felbertauernstraße te komen. Vervolgens pakt men in Lienz de B100 in de richting van Spittal, waar de weg aansluit op de toevoersnelweg van de A10 (S40), die vervolgens op het hoofdtraject van de A10 uitkomt.

## Foto's

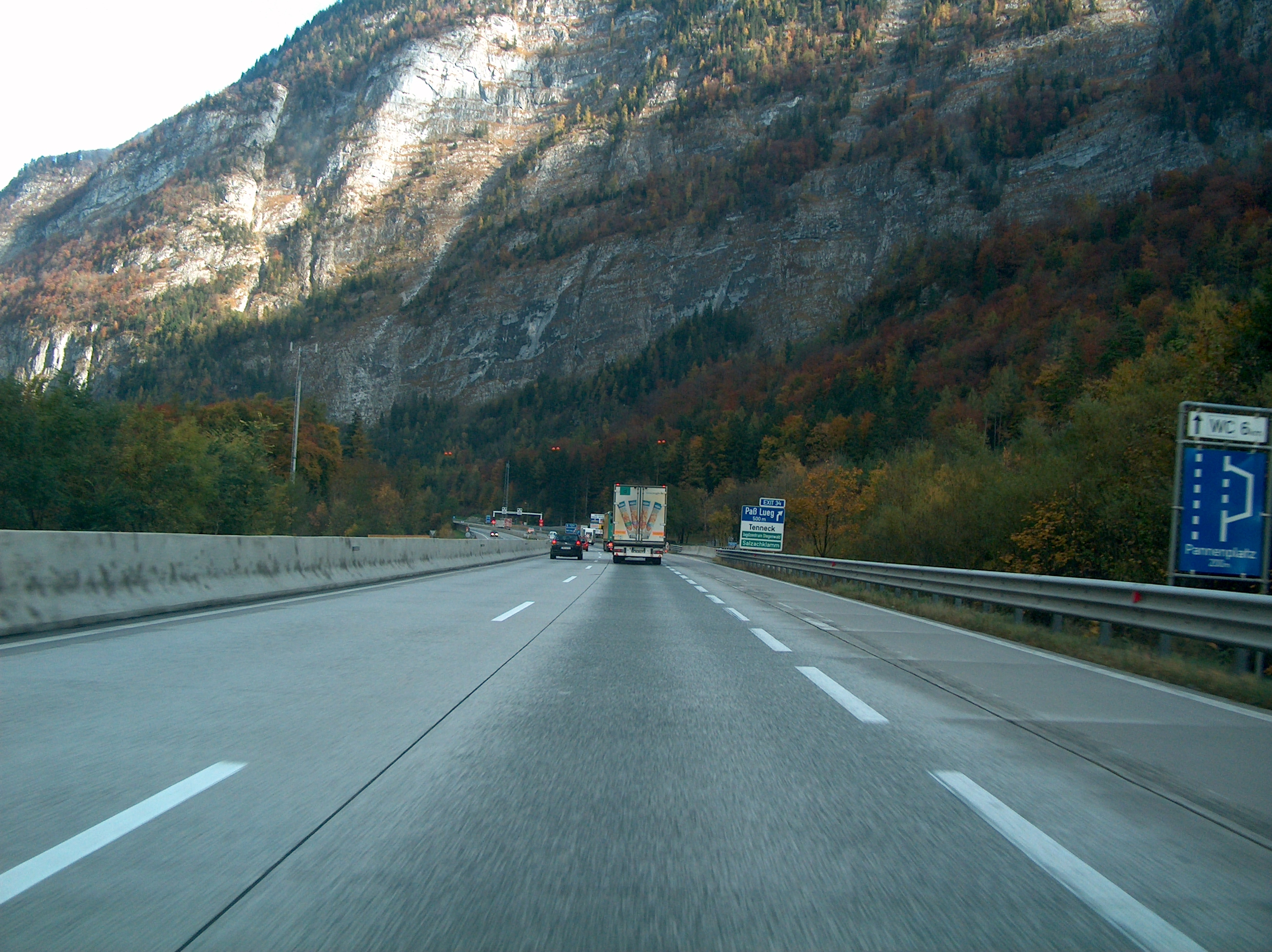
A10 in de buurt van Pass Lueg
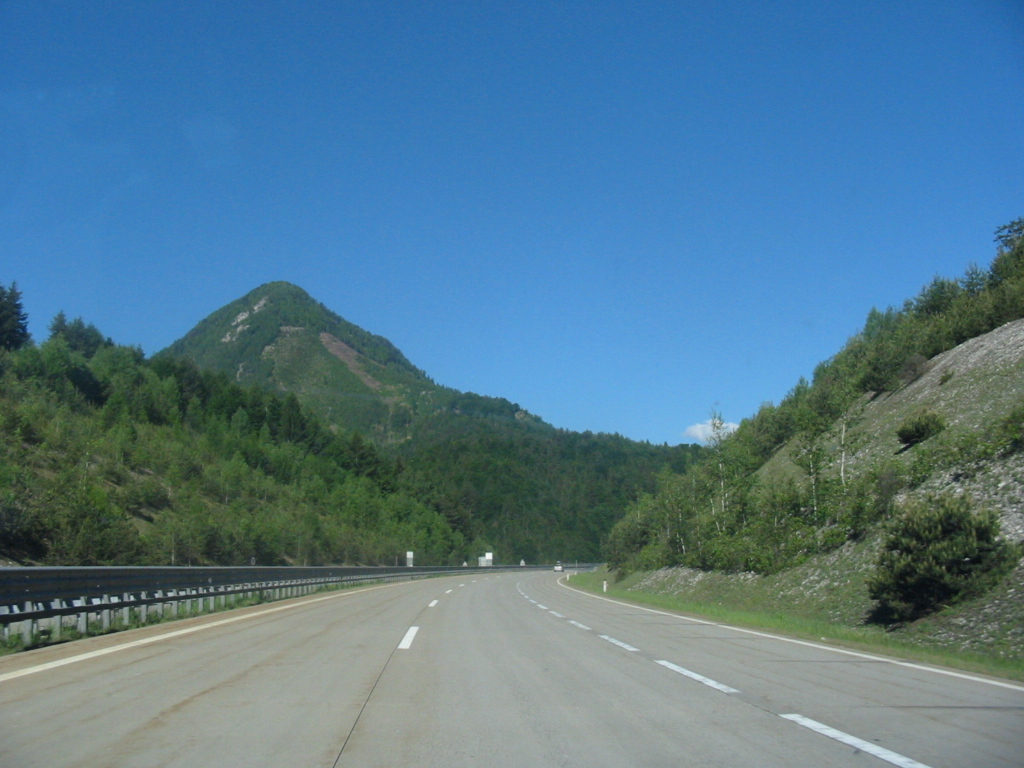
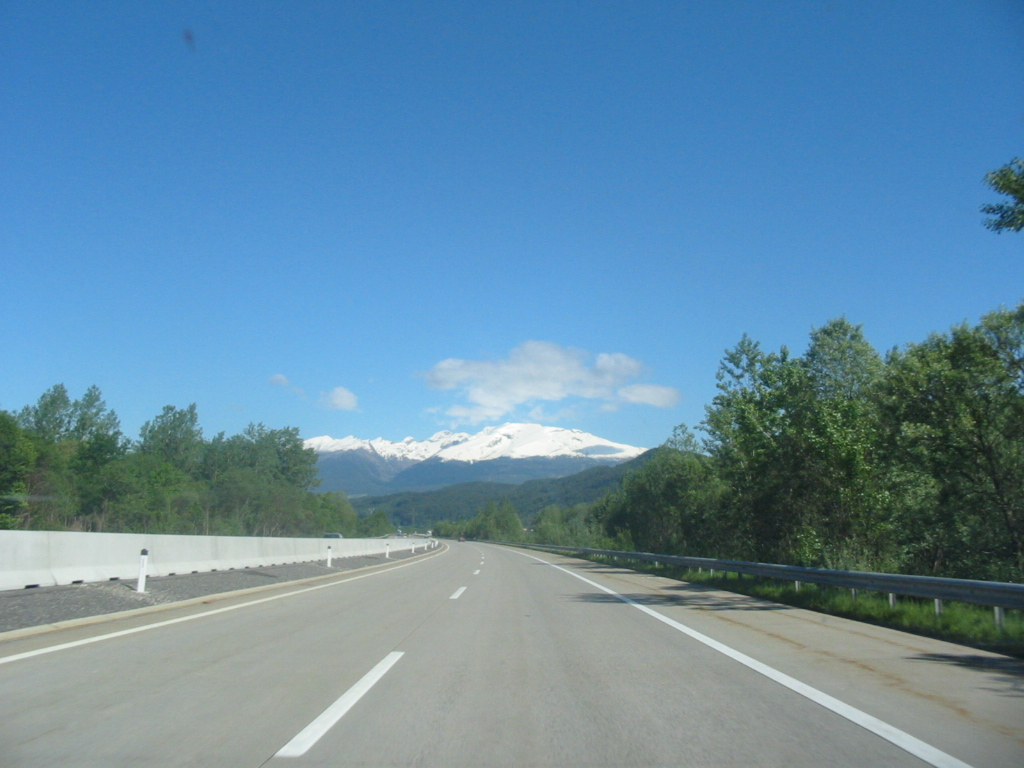
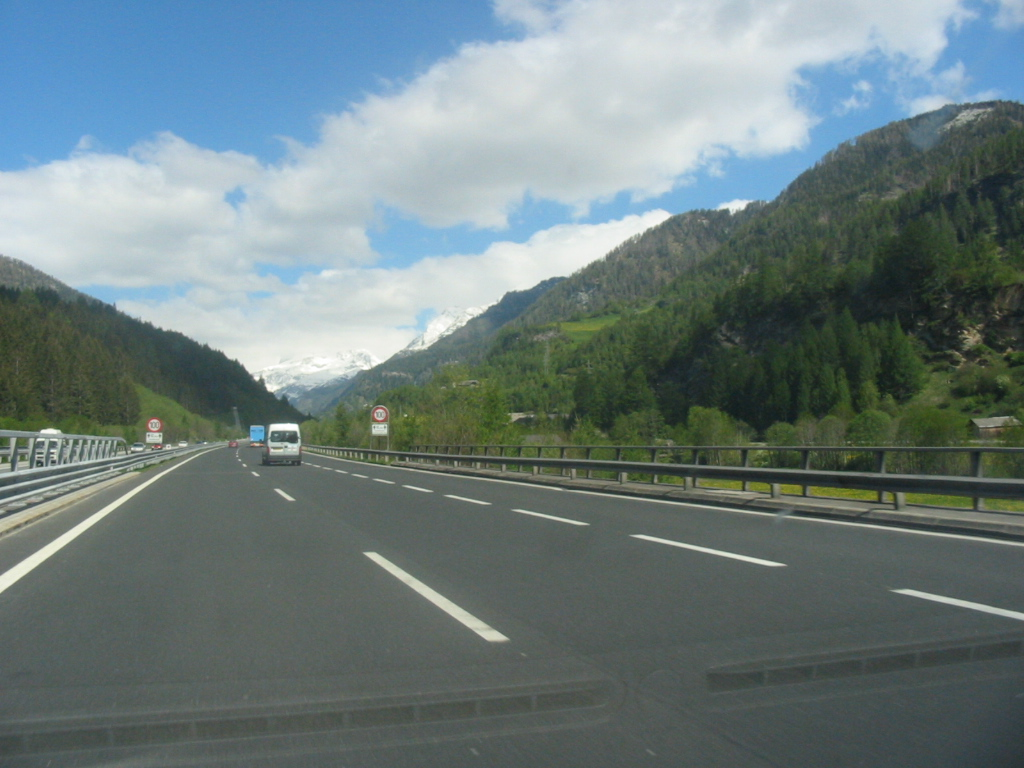
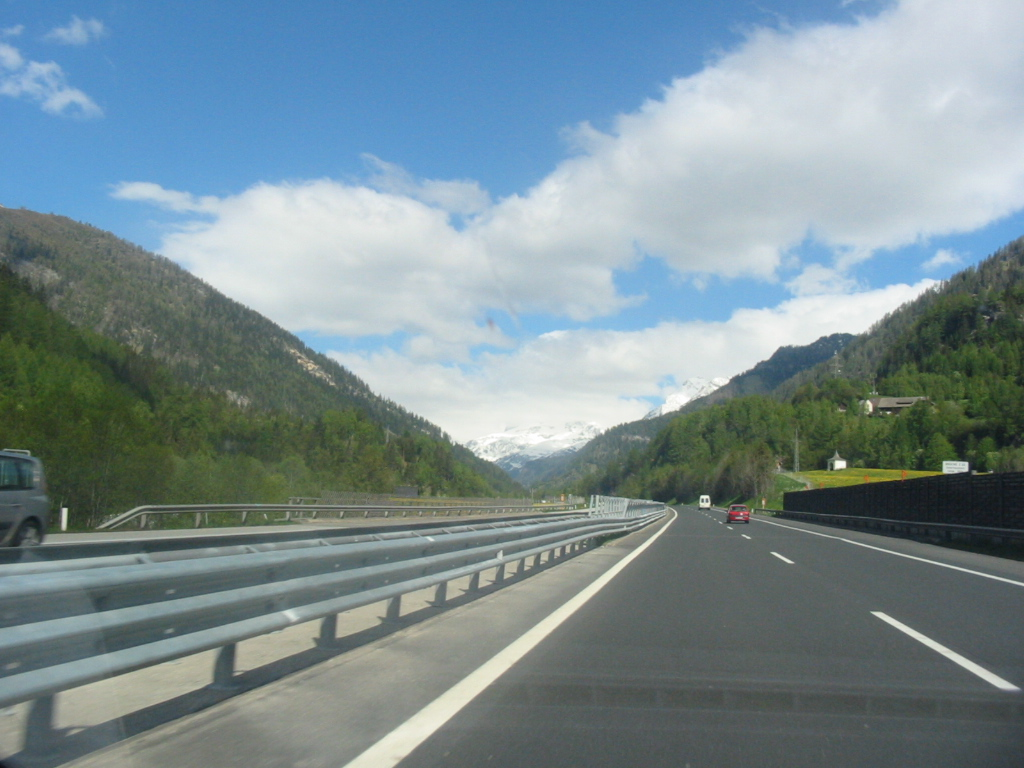
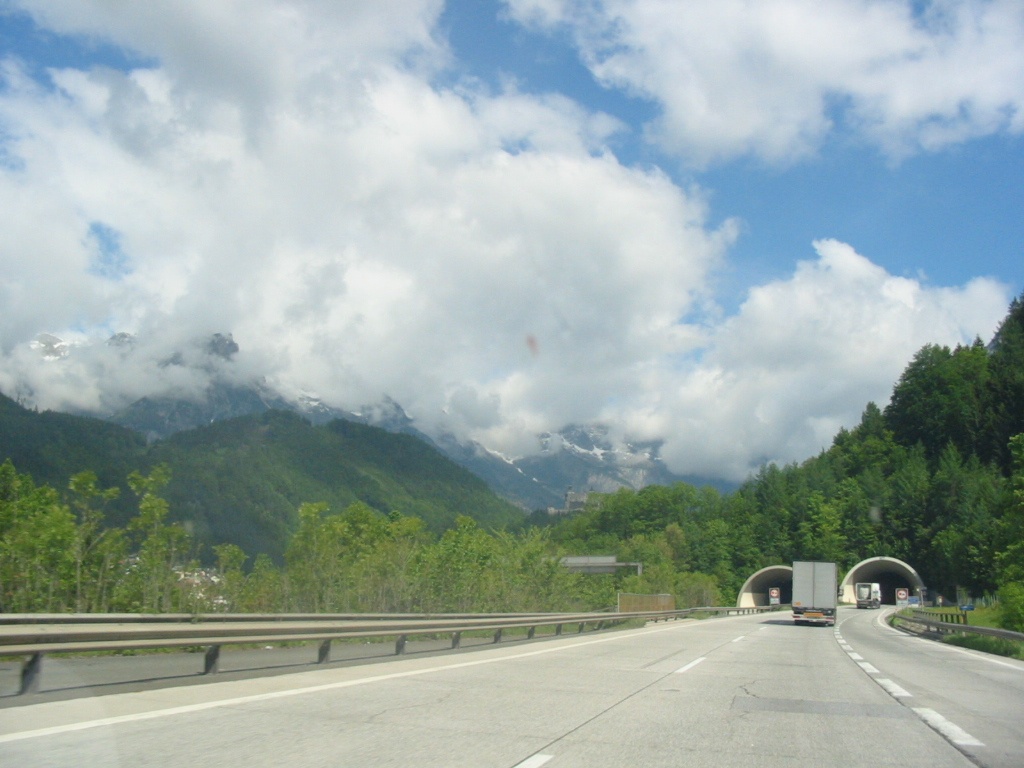
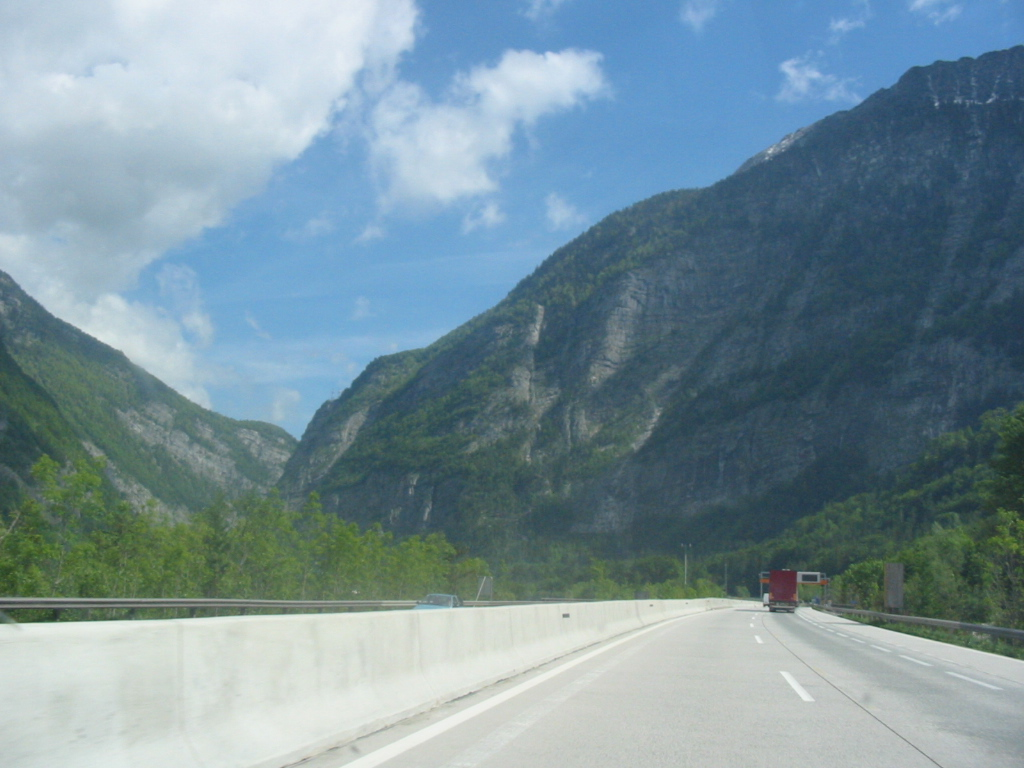
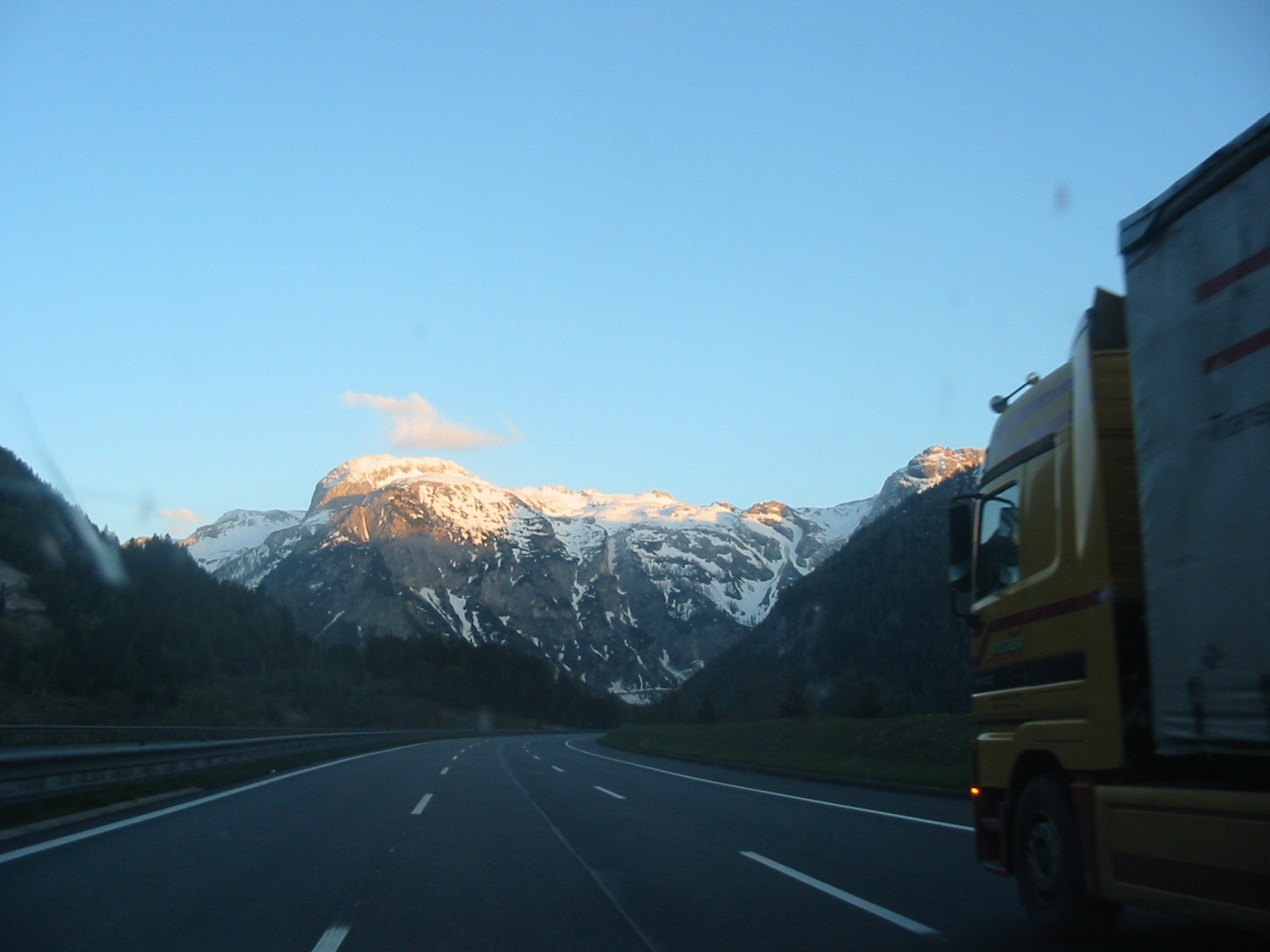
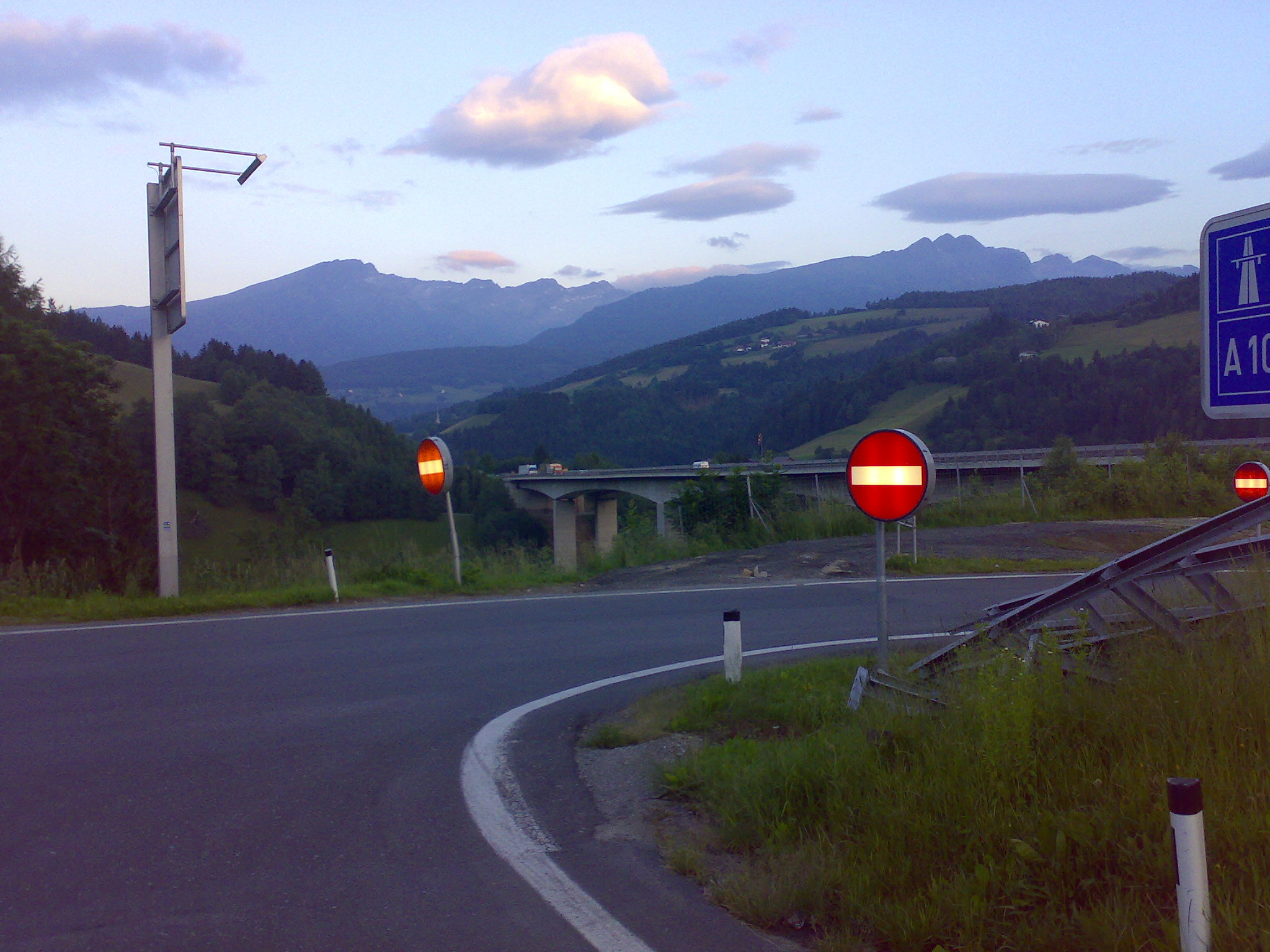
Rustplaats Eisentratten, Richting Villach
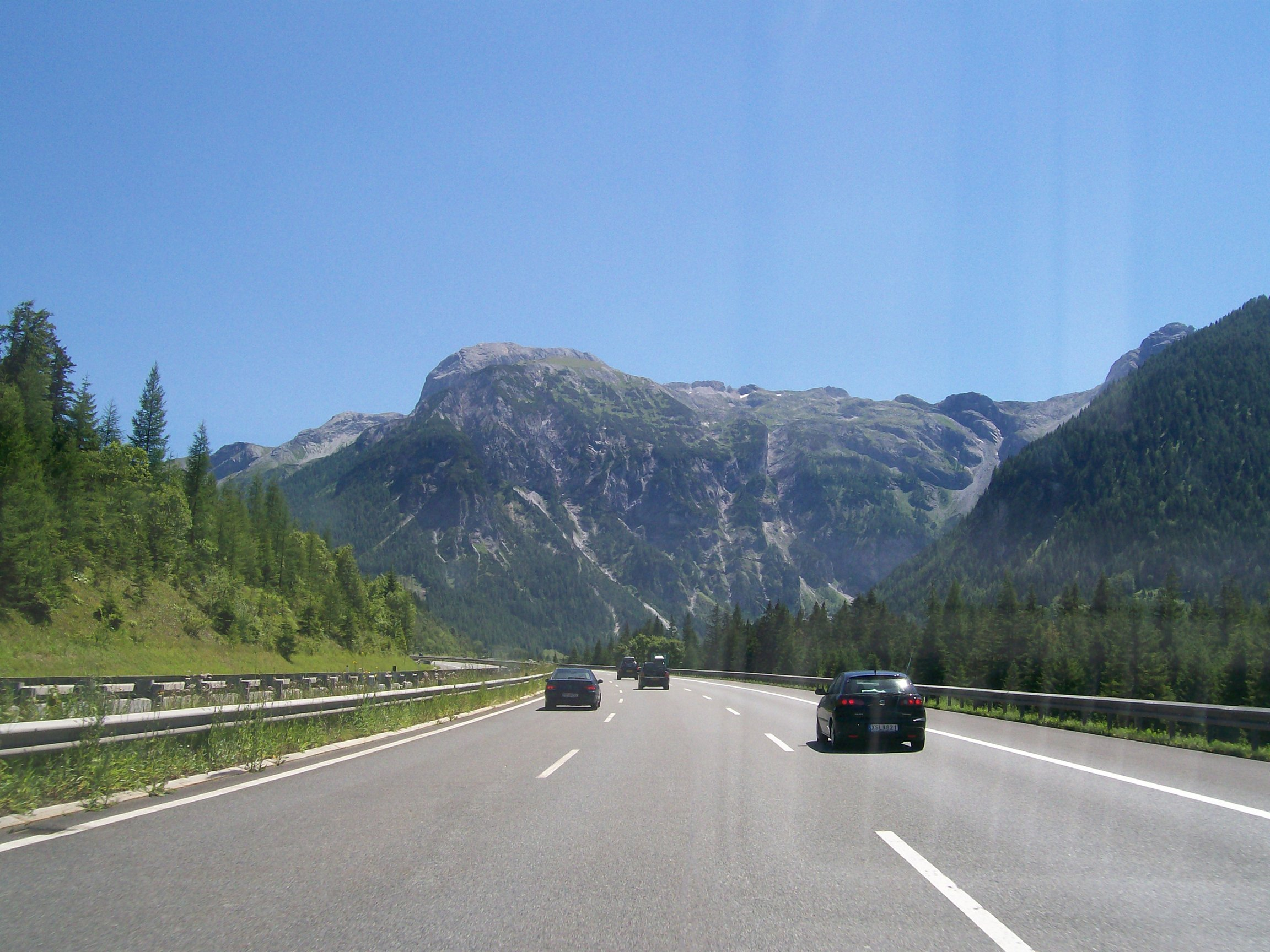

Autobahnen: A1 · A2 · A3 · A4 · A5 · A6 · A7 · A8 · A9 · A10 · A11 · A12 · A13 · A14 · A21 · A22 · A23 · A24 · A25 · A26
Schnellstraßen: S1 · S2 · S3 · S4 · S5 · S6 · S7 · S8 · S10 · S16 · S18 · S31 · S33 · S34 · S35 · S36 · S37